# 中国化学工业社

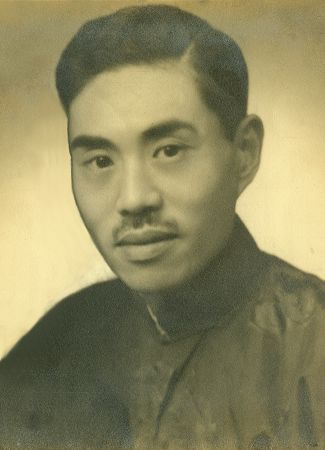
方液仙像

中国化学工业社（以下简称中化）， 是中国民营日用化学工业企业中创办较早、规模较大、产品较多的一家。创办人方液仙。

## 歷史

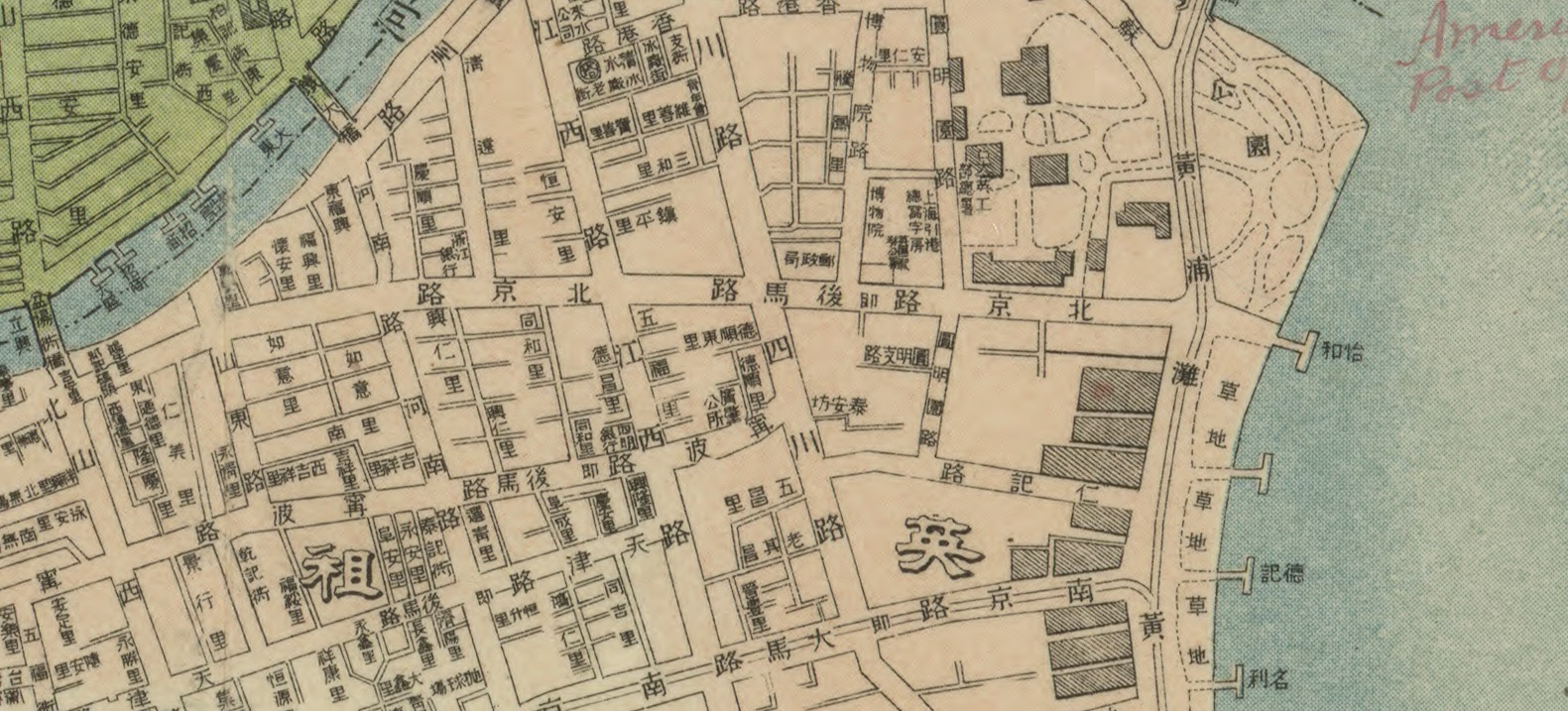
1913年（民国二年六月），在上海商务印书馆出版《实测上海城厢租借图》上的安仁里位置。

1911年，年方十九岁的方液仙，用母亲（李氏）私蓄的一万元作他创业资本，在上海圆明园路（外滩源）上的安仁里住处，办起了家庭作坊。初期，他亲自带了几位工人和学徒，制造三星牌牙粉、雪花膏、花露水、生发油、香粉等化妆品。因当时日化市场外货泛滥，中化年年亏损。亲友们劝他停止经营，可是方液仙十分自信，在一万元资金全部亏损后，1915年又设法集资五万元（自己出资七成，其舅父李云书投资三成），租赁上海重庆路田丰记营造厂的三间厂房作为自己工厂，请姚聿津任厂长，继续生产原有的产品，并附加生产蚊香等新产品。1915年，中化在河南路福州路口设总公司，并在广东路设立发行所。虽然那时中化有了一定的规模，能生产60多种产品，却还是亏损。
1919年五四运动爆发，给民族工业带来生机。抵制日货，提倡国货的呼声席卷全国。方液仙的事业如久旱逢雨，商家订单纷涌而至。这年是建厂八年后的第一次扭亏为盈。1920年，四叔方季扬看到国货的未来，愿意投资5万入股中化。改组后的公司，在水陆交通便利的槟榔路（今安远路），买下了中化第一块地。从此方液仙在上海从一个厂发展到“有四个厂，在重庆、香港、台湾均有分厂的大型化学工业……中国化学工业社成为当时中国最大的化学工业基地和工厂”。
中化第一厂（总厂）于1920年10月创建，厂址在上海槟榔路150号（今安远路），主要产品——
- 牙膏牙粉类：三星牙膏、白玉牙膏、三星牙粉、白玉牙粉、漱口水等。
- 美容护肤类：美容乳、雪花精、香雪、雪花精、时代霜、天香霜、软香玉、卯令霜、芳泽脂、冷香膏、胭脂膏、红玉（指甲丹）、红玉（珠光）、换新液、蜜水、香蜜等。
- 香水类：白兰花香水、西子香水、紫罗兰香水、白兰香水、五月花香水、花王香水、檀香香水精、百花香水精、时代香水精、新三星花露水等。
- 香粉：三星香水粉、天鹅香粉、跳舞香粉、香水粉、修容粉、天香爽身粉、新三星爽身粉、芝兰爽身粉、兰花爽身粉、经济爽身粉等。
- 护发类：太后生发香水、丁香生发水、利华生发水、天香生发香水、保发水、美发霜、天香美发浆、生发油、白润发油等。
- 香皂洗发：牡丹香皂、白玉香皂、桂花香皂、百花香皂、康乃馨香皂、芝兰香皂、茉莉香皂、檀香香皂、清凉香皂、风景香皂、金鸡香皂（圆型和方型）、高级檀香香皂、钢精盒百花香皂、儿童皂、硼酸浴皂、消毒药皂、洗发皂精、护发水等。

中化第二厂于1923年3月创建，厂址在上海星加坡路50号（今余姚路），主要产品——
- 调味品类：观音粉（味精）、味生、美味素（酱油精）等。
- 原料：酱色、淀粉等。

中化第三厂于1928年10月创建，厂址在上海槟榔路220号（今安远路），主要产品——
- 蚊香：盘式蚊香、棒式蚊香、线式蚊香、芝兰蚊香（雅静幽香味）、粤时蚊香等。
- 其它：蝇杀倒（杀苍蝇香）、臭虫粉、敌虫、十时方香、喷射器、蚊香香笼、香水自动发挥器等。
- 药物：立消虫咬水、神效膏、明目水等。

中化第四厂于1937年9月建成，厂址在上海槟榔路130号（今安远路），主要产品——
- 洗涤皂类：箭刀肥皂、三星素皂等、三星皂片。
- 化工原料：甘油、薄荷素油、十二醇硫酸钠、山梨醇等。

方液仙在化妆品、口腔卫生、驱虫剂、调味品、清洁剂等领域做到了产品国产化。为了生产国人自己的化工原料，他与人合资了两家大型的化工原料厂:
- 1931年4月，方液仙与十多位商界名流一起合资建立开成造酸股份有限公司， 该厂在上海军工路浦江滨，投资国币七十五万元, 主要生产硫、硝、盐三酸化工原料。三酸为工业的基本原料，关系到我国工业的兴衰存亡。当时这些工业原料完全依赖进口，而且大部分原料是从日本进口的。最初江南制造局为了便利制造军火原料，附设药水厂，制造硫酸硝酸。由于产量有限，只能专供本厂使用。新建的造酸公司，占地四十五亩，供应国内各化学工厂之急需，是当时“我国大规模之新兴实业......方液仙、张子泰二君为正副经理”。

- 1931年11月方液仙与堂兄弟方哲民、方作舟、方苏庵等，创办了肇新化学厂股份有限公司（简称肇新化学厂）Shaosing Chemical Works, Ltd.。第一期投资为二十五万元，厂址在沪西陈家渡，苏州河北岸。主要是为日化、橡胶、纺织、建筑等行业生产原料产品。1933年开始出产碳酸钙、碳酸镁、草酸、淀粉、糊精、小苏打、阿莫尼亚等化学工业原料。1935年添置厂房及设备，生产盐酸、硫酸钠、硫化钠、元明粉。1943年又添置水泥制造设备，到了1948年肇新化学厂总资本为六十亿元。 肇新化工厂不但为方液仙的日化工厂提供原料，同时为其它国人企业提供原料。

从1928至1938年，方液仙除以上六家企业外，还独资或合资：国华化学工业公司、中国软管厂、晶明玻璃厂、永盛薄荷厂、天一味母厂（收购）、中国胶木厂、美龙香精厂、健华化学制药厂、鼎丰搪瓷厂等。方液仙通过这些企业，组成了一个跨多种行业的中化系集团公司。

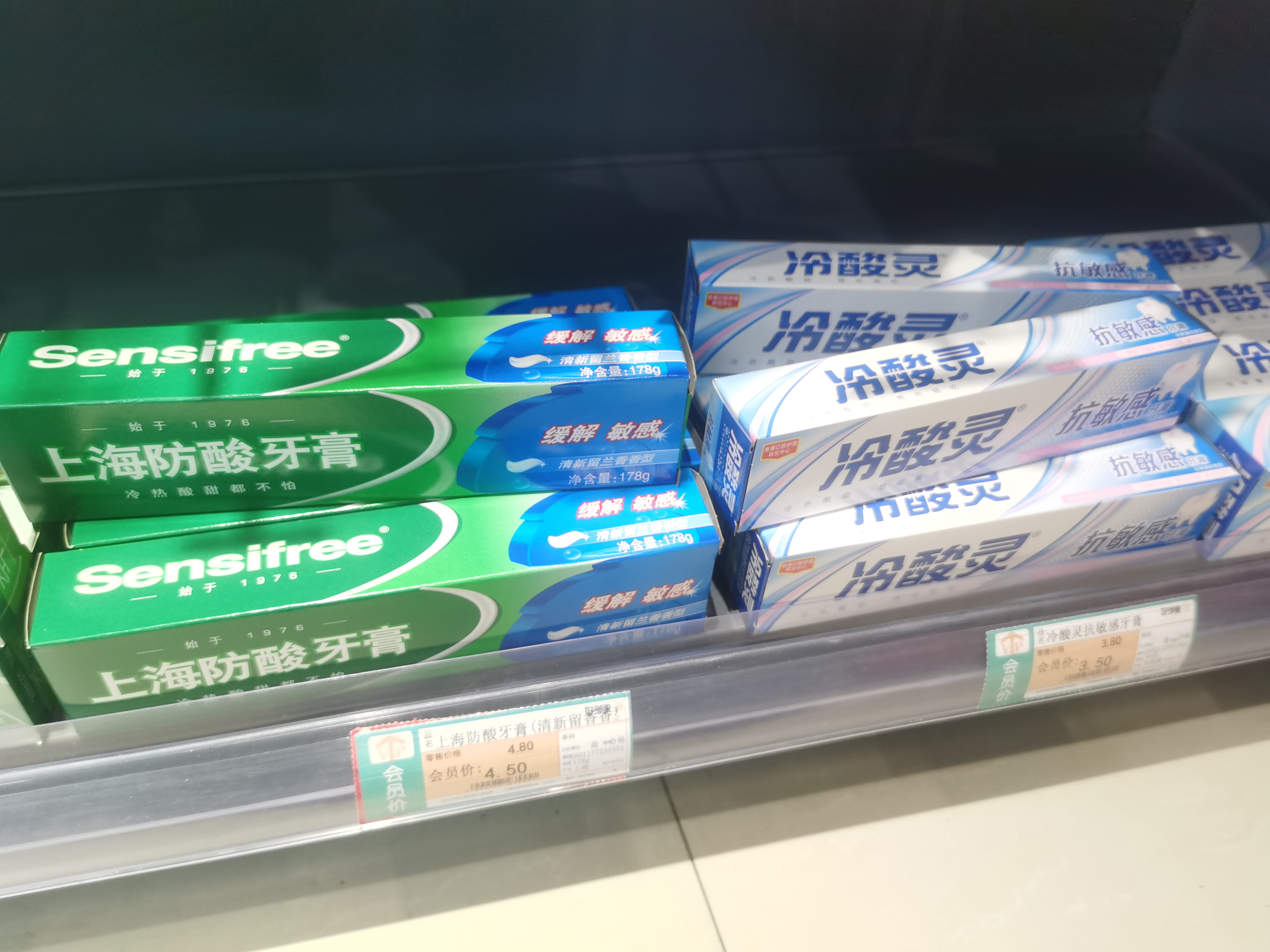
美加净日化生产的上海防酸牙膏

1954年11月该厂公私合营。1958年，肥皂、香皂、蚊香、味精、化妆品等产品分别划归其他厂生产，企業由综合性的日用化学品厂改组为单一生产牙膏的专业厂。1967年，公司改制为上海牙膏厂。1997年，上海牙膏厂更名为上海牙膏厂有限公司，並且成為上海白猫 (集团) 有限公司的下屬企業。2001年，上海牙膏厂有限公司所有资产及人员进入上海双鹿电器股份有限公司，同時公司更名为上海白猫股份有限公司。2002年4月，公司在上海证券交易所上市。2011年，上海白猫股份有限公司被浙江日报报业集团借壳，现为上市公司浙数文化。原上海白猫股份有限公司所有资产及人员进入上海美加净日化有限公司。